# Municipalità di Barossa
La municipalità di Barossa è una Local Government Area che si trova in Australia Meridionale. Essa si estende su una superficie di 912 chilometri quadrati e ha una popolazione di 22.514 abitanti. La sede del consiglio si trova a Angaston.